# Tractat de Prairie du Chien
El tractat de Prairie du Chien pot referir-se a qualsevol de diversos tractats fets i signades a Prairie du Chien (Wisconsin) entre Estats Units i els representants dels pobles amerindis sioux, Sauk i Fox, menominee, ioway, Ho-Chunk i anishinaabeg (chippewa, ottawes i potawatomi).

## 1825

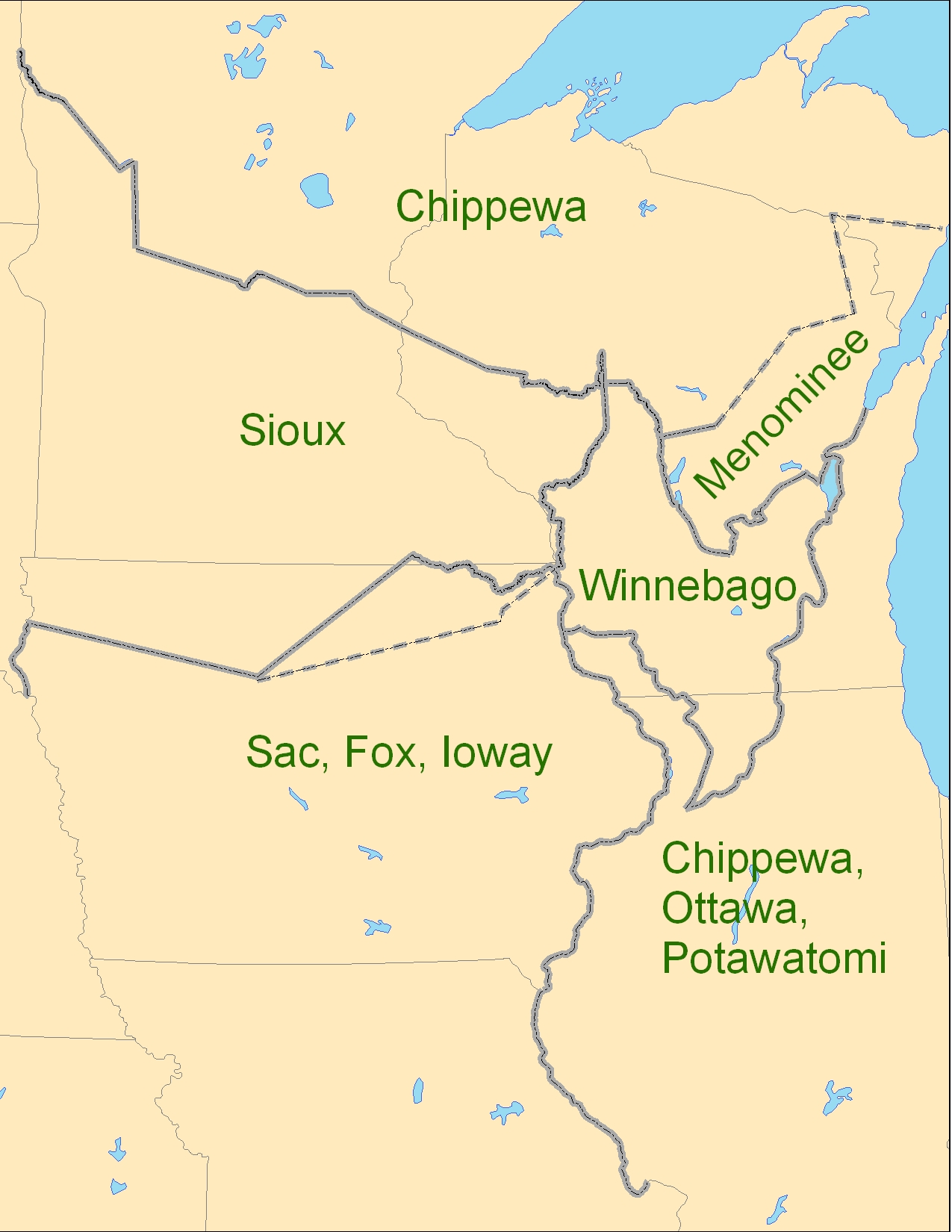
Línies de Prairie du Chien Lines. Les modificacions frontereres subsegüents són en línia discontínua.

El primer tractat de Prairie du Chien fou signat per William Clark i Lewis Cass pels Estats Units i representants dels sioux, sauk i Fox, menominee, ioway, winnebago i anishinaabeg (chippewa i el Consell dels Tres Focs de chippewa, ottawes i potawatomi) el 19 d'agost de 1825, proclamat el 6 de febrer de 1826. El tractat reclamava la sobirania nord-americana sobre els territoris.
A causa dels moviments tribals en direcció cap a l'oest sota la pressió dels colons invasors, la Nació Sioux va resistir i va entrar en conflicte amb altres tribus que es movien cap a l'oest a través del seu territori tradicional. Estats Units va negociar el tractat per intentar reduir la guerra entre tribus.
El tractat començà per establir la pau entre el sioux i els seus veïns: chippewa, Sac i Fox, i ioway. El tractat segueix demarcant fronteres formals entre cadascun dels grups tribals, sovint anomenada "Línia Prairie du Chien." Per als pobles acostumats a moure's per una àmplia zona, la Línia Prairie du Chien va servir com a obstacle, ja que les tribus sempre anaven a caçar dins dels seus límits reconeguts. A causa del gran abast del Tractat de Prairie du Chien i el fet que no totes les tribus necessàries tenien representants en la signatura, el tractat preveia consells addicionals que se celebrarien l'any següent. Juntament amb aquests consells addicionals, els chippewa acordaren reunions addicionals.
Els EUA va utilitzar la sèrie de Línies Prairie du Chien com a límits sobre cessió de terres en tractats posteriors.

## 1829
Dos tractats van ser negociats simultàniament a Prairie du Chien en l'estiu de 1829, ambdós signats pel general John McNeil, el coronel Pierre Menard, i Caleb Atwater per als Estats Units. Tots dos tractats van ser proclamats en 2 de gener de 1830.

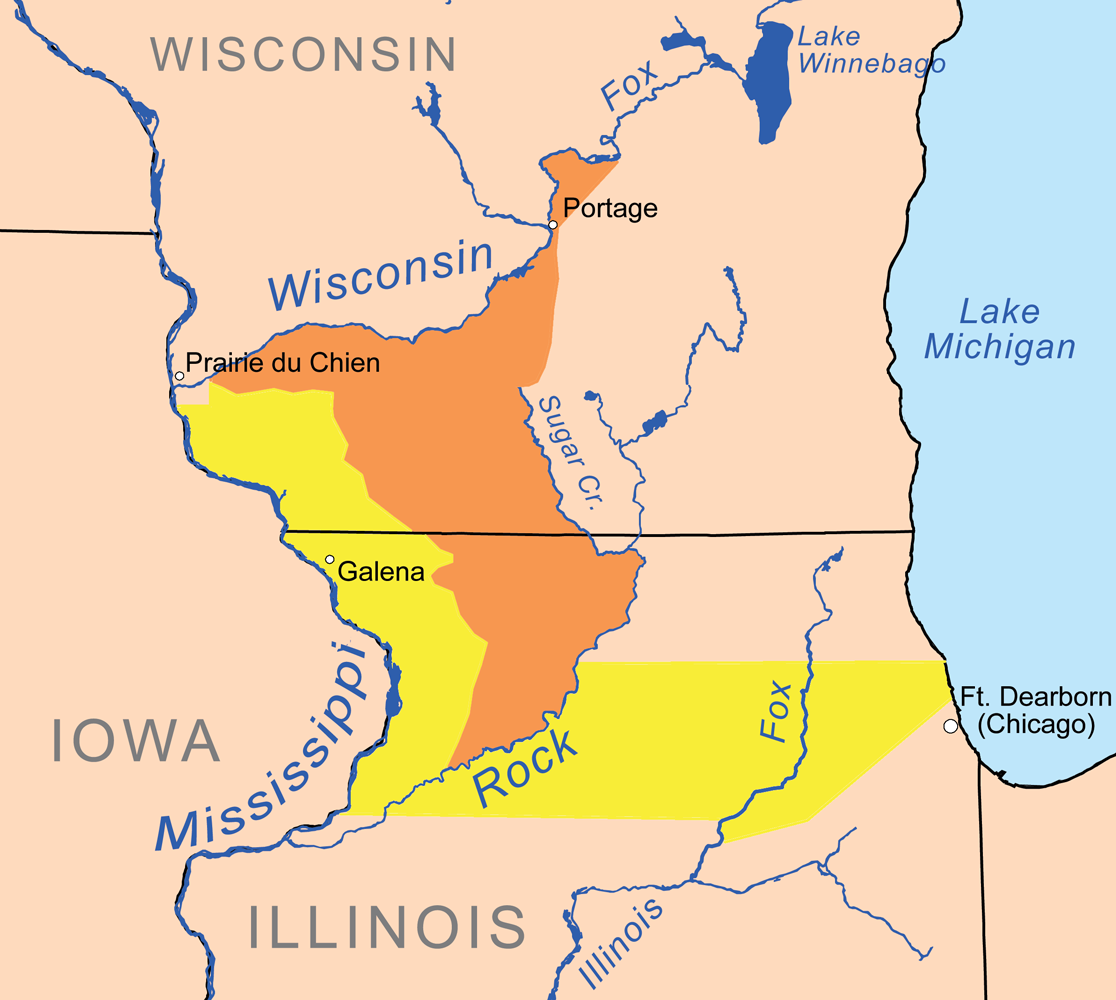
Terra cedida als Estats Units a Prairie du Chien en 1829 per la Confederació dels Tres Focs (en groc) i els winnebago (Ho-Chunk) (en taronja).

El primer d'ells, el segon Tractat de Prairie du Chien, va concloure el 29 de juliol de 1829, entre els Estats Units i representants del consell dels Tres Focs (també conegudes com les "Nacions Unides d'indis Chippewa, Ottawa i Potawatomi"). Per aquest tractat, les tribus cediren als Estats Units una àrea en l'actual nord-oest d'Illinois i sud-oest de Wisconsin, així com les àrees ocupades actualment per les ciutats de Wilmette i Evanston. Aquest tractat va establir àrees de reserva a l'oest d'Illinois per la Banda Prairie de la Nació Potawatomi. Més tard els EUA els traslladarien més a l'oest de Kansas. Aquest tractat també conserva els drets del consell de Tres Focs a caçar al territori cedit. Els EUA també va rebre moltes hectàrees de fusta. El segon d'ells, el tercer Tractat de Prairie du Chien, va concloure l'1 d'agost de 1829, fou signat entre els Estats Units i representants de la tribu Winnebago. També van cedir terres al nord-oest d'Illinois i el sud-oest de Wisconsin.

## 1830
El quart Tractat de Prairie du Chien va ser negociat entre els Estats Units i els fox i sauk, els sioux Mdewakanton, Wahpekute, Wahpeton i Sisiton, Omaha, iowa, Otoe i Missouria. El tractat va ser signat el 15 de juliol de 1830, amb William Clark i Willoughby Morgan representant als Estats Units. A través de negociacions addicionals dutes a terme a St. Louis el 13 d'octubre de 1830, els sioux yankton i sioux santee van acordar complir el Tractat de Prairie du Chien 1830. El govern dels Estats Units va anunciar el tractat i els seus nombrosos adherents el 24 de febrer de 1831.
En aquest tractat les tribus van acordar la cessió de tres grans extensions de terra: dues franges de terreny de 20 milles d'ample cadascuna a cada costat de la frontera establerta pel primer Tractat de Prairie du Chien de 1825 (aproximadament des de La Crosse (Wisconsin) a Prairie du Chien (Wisconsin)), que s'estén des del riu Mississipi a riu Des Moines en el que avui és el sud-est de Minnesota i el nord-est d'Iowa; i una gran extensió de terra triangular al sud-est de Nebraska i el nord-oest de Missouri, l'oest d'Iowa i el sud de Minnesota, a partir de Kansas City (Missouri) al nord fins al riu Des Moines, a la zona del voltant del Spirit Lake (Iowa) a Worthington (Minnesota), per riu Rock, pel riu Missouri i de tornada a Kansas City. Més tard altres tribus van cedir la gran extensió triangular com la compra de Platte en 1836.
El tractat també va establir la reserva Nemaha Half-Breed, que proporciona la terra al sud-est de Nebraska als mestissos descendents d'euroamericans caçadors de pells i de les seves dones natives americans de diverses tribus. Sense aquesta disposició, els descendents mestissos sovint es mantenien en terres de reserves de recent creació, i quedaven atrapats entre cultures.